# USS Selfridge (DD-320)
USS Selfridge (DD-320) là một tàu khu trục lớp Clemson được Hải quân Hoa Kỳ chế tạo vào cuối Chiến tranh Thế giới thứ nhất. Nó là chiếc tàu chiến đầu tiên của Hải quân Hoa Kỳ được đặt theo tên Chuẩn đô đốc Thomas O. Selfridge (1804-1902), người tham gia cuộc Chiến tranh Mexico-Hoa Kỳ và cuộc Nội chiến Hoa Kỳ. Selfridge ngừng hoạt động và bị tháo dỡ năm 1930 nhằm tuân thủ quy định hạn chế vũ trang của Hiệp ước Hải quân London

## Thiết kế và chế tạo
Selfridge được đặt lườn vào ngày 28 tháng 4 năm 1919 tại xưởng tàu Union Iron Works của hãng Bethlehem Shipbuilding Corporation ở San Francisco, California. Nó được hạ thủy vào ngày 25 tháng 7 năm 1919, được đỡ đầu bởi bà Katherine Kellond, cháu nội Chuẩn đô đốc Selfridge; và được đưa ra hoạt động vào ngày 17 tháng 2 năm 1921 dưới quyền chỉ huy của Hạm trưởng, Thiếu tá Hải quân A. S. Farquhar.

## Lịch sử hoạt động
Selfridge đi đến cảng nhà của nó ở San Diego, California vào ngày 16 tháng 3 năm 1921, và tiếp tục ở lại đây cho đến tháng 6 năm 1922, khi nó đi đến khu vực Puget Sound để thực tập cùng hạm đội. Nó quay trở về San Diego vào ngày 12 tháng 9 để tiếp tục huấn luyện. Vào ngày 6 tháng 2 năm 1923, nó lên đường cùng với Hạm đội Chiến trận để đi đến vùng kênh đào Panama, thực hành tại đây từ ngày 26 tháng 2 đến ngày 31 tháng 3, trước khi quay trở về San Diego vào ngày 11 tháng 4. Nó được đại tu tại Xưởng hải quân Mare Island từ ngày 30 tháng 5 đến ngày 16 tháng 7, rồi gia nhập trở lại hạm đội cho các cuộc thực tập mùa Hè ngoài khơi Washington. Vào ngày 10 tháng 9, nó quay trở về San Pedro, trên đường đi đã cứu vớt những người sống sót của chiếc SS Cuba vốn bị đắm tại đảo San Miguel vào ngày 8 tháng 9.
Vào ngày 2 tháng 1 năm 1924, Selfridge khởi hành từ San Diego cùng với Hạm đội Chiến trận để tham gia các cuộc thực tập tại vùng biển Caribe cùng với Hạm đội Hoa Kỳ từ ngày 17 tháng 1 đến ngày 6 tháng 4. Quay trở về San Diego vào ngày 22 tháng 4, nó lại lên đường vào ngày 25 tháng 6 để thực tập ngoài khơi Puget Sound. Nó được đại tu tại Mare Island từ ngày 5 tháng 8 đến ngày 1 tháng 10, và quay trở về San Diego vào ngày 2 tháng 10. Chiếc tàu khu trục khởi hành từ San Diego cùng với hạm đội vào ngày 1 tháng 4 năm 1925, và đi đến Trân Châu Cảng vào ngày 27 tháng 4 để thực tập. Lên đường vào ngày 25 tháng 6, nó được đại tu tại Bremerton từ ngày 9 tháng 8 đến ngày 3 tháng 10, và quay trở về San Diego vào ngày 6 tháng 10.
Vào ngày 1 tháng 2 năm 1926, Selfridge khởi hành cùng với Hạm đội Chiến trận để tham gia các cuộc thực tập ngoài khơi Panama trước khi quay trở về San Diego vào ngày 1 tháng 4. Nó đi đến khu vực Puget Sound vào ngày 10 tháng 7 năm 1926, và sau khi được sửa chữa tại Mare Island từ ngày 9 tháng 8 đến ngày 22 tháng 9, đã quay trở về San Diego vào ngày 24 tháng 9. Trong tháng 2 năm 1927, nó lại lên đường đi đến vùng kênh đào cùng với hạm đội, và sau khi băng qua kênh đào vào ngày 4 tháng 3, đã tiến hành các cuộc thực tập tại vùng biển Caribe cho đến ngày 22 tháng 4. Nó cùng với hạm đội sau đó viếng thăm New York rồi tiến hành một cuộc tập trận phối hợp Hải-Lục quân tại vịnh Narragansett trước khi đi đến Hampton Roads vào ngày 29 tháng 5 cho một cuộc Duyệt binh Tổng thống.
Sau đó Selfridge được phân công phục vụ cùng Hải đội Đặc vụ trong việc bảo vệ tính mạng và tài sản của công dân Hoa Kỳ cũng như thuộc các quốc tịch khác tại Nicaragua, hỗ trợ các hoạt động gìn giữ hòa bình. Con tàu đã thực hiện hai lượt hoạt động tuần tra tại vùng biển ngoài khơi nước này, từ ngày 18 tháng 6 đến ngày 2 tháng 7 và từ ngày 16 đến ngày to 26 tháng 7, trước khi đi đến Mare Island, được đại tu tại đây, và quay trở về San Diego vào ngày 30 tháng 9. Nó rời San Digo vào ngày 9 tháng 4 năm 1928, và sau khi tham gia cuộc tập trận Vấn đề Hạm đội VIII cùng hạm đội trên đường đi, đã đi đến Trân Châu Cảng vào ngày 28 tháng 4, nó quay trở về San Diego vào ngày 23 tháng 6. Sau một chuyến đi huấn luyện kéo dài hai tuần đến Honolulu, nó được đại tu tại Mare Island từ ngày 26 tháng 7 đến ngày 19 tháng 9. Nó tiếp nối các hoạt động thường lệ tại San Diego, và từ ngày 27 tháng 1 đến ngày 11 tháng 3 năm 1929 đã tham gia cuộc tập trung hạm đội tại Panama.
Selfridge quay trở về San Diego vào ngày 22 tháng 3 năm 1929, và được cho ngừng hoạt động tại đây vào ngày 8 tháng 2 năm 1930. Tên nó được cho rút khỏi danh sách Đăng bạ Hải quân vào ngày 3 tháng 11 năm 1930. Lườn tàu được bán cho hãng Marine Salvage Company ở Oakland, California để tháo dỡ vào ngày 2 tháng 9 năm 1931, và việc tháo dỡ được tiến hành tại Mare Island.